# البیسو
البیسو (به لاتین: Albisu) یک منطقهٔ مسکونی در اروگوئه است که در Salto Department واقع شده‌است.

## خصوصیات
البیسو ۵۴۴ نفر جمعیت دارد.